# Toyota Previa
Toyota Previa — мінівен, що вироблявся компанією Toyota з 1990 року по жовтень 2019 року.
Належить до популярних автомобілів сегменту MPV. Став одним з перших на ринку автомобілів, спеціально побудованих для перевезення людей. Водії одразу звернули на нього увагу, адже Previa вражав своєю практичністю, функціональністю та місткістю. Друге покоління, яке побачило світ у 2000 році, відзначилося наявністю розсувних дверей з обох боків, що вчергове додало автомобілеві популярності. Доступний у версіях на 6, 7 та 8 місць, мінівен володів неперевершеним вантажним простором. У 2003 році Previa зазнав певних змін і був оснащений 2.4-літровим бензиновим двигуном на 156 кінських сил. Розробники приділили більше уваги безпеці, оснастивши автомобіль передніми/боковими подушками та триточковими ременями безпеки у версії на 7 місць. У базову комплектацію увійшов CD програвач. Крім того, трохи змінився екстер’єр. У 2006 році компанія представила третє покоління.   

## Перше покоління (1990-2000)

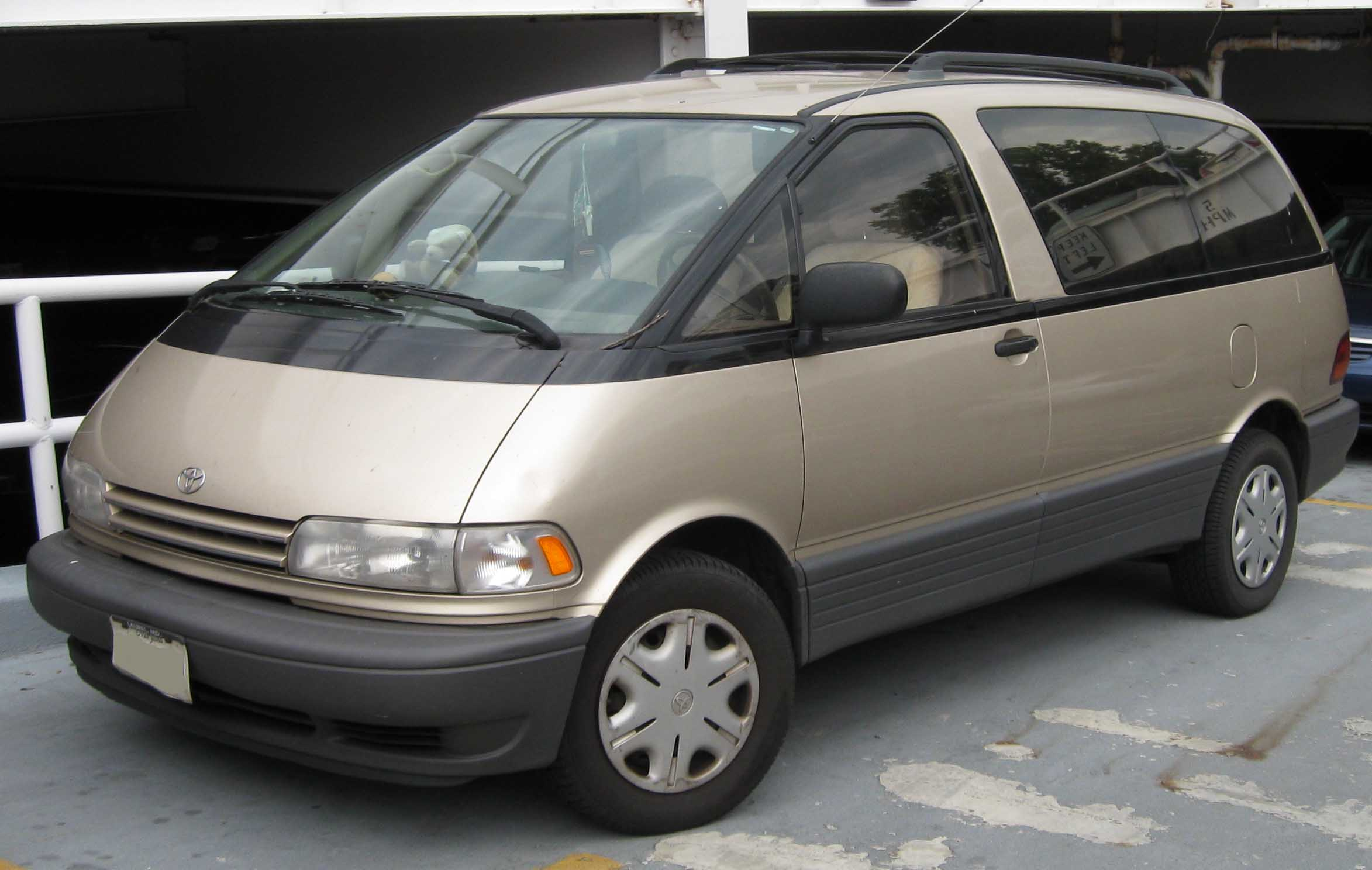
Toyota Previa 1

Бензинові
- 2.4 л 2TZ-FE Р4
- 2.4 л 2TZ-FZE Р4

Дизельні
- 2.2 л 3C-T Р4
- 2.2 л 3C-TE Р4

## Друге покоління (2000-2005)

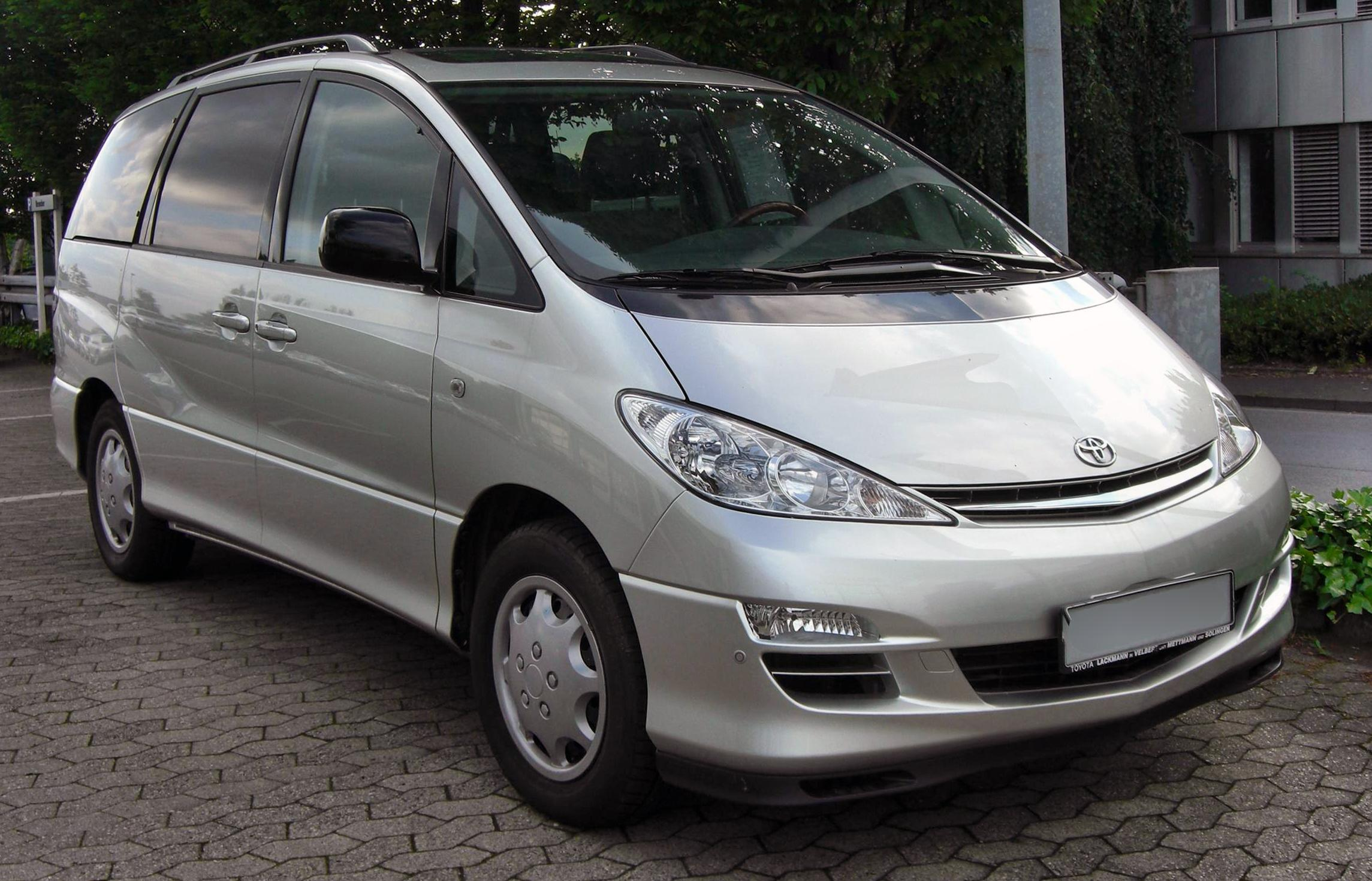
Toyota Previa 2

Бензинові
- 2.4 л 2AZ-FE Р4
- 3.0 л 1MZ-FE V6

Дизельний
- 2.0 л 1CD-FTV Р4

## Третє покоління (2006-2019)

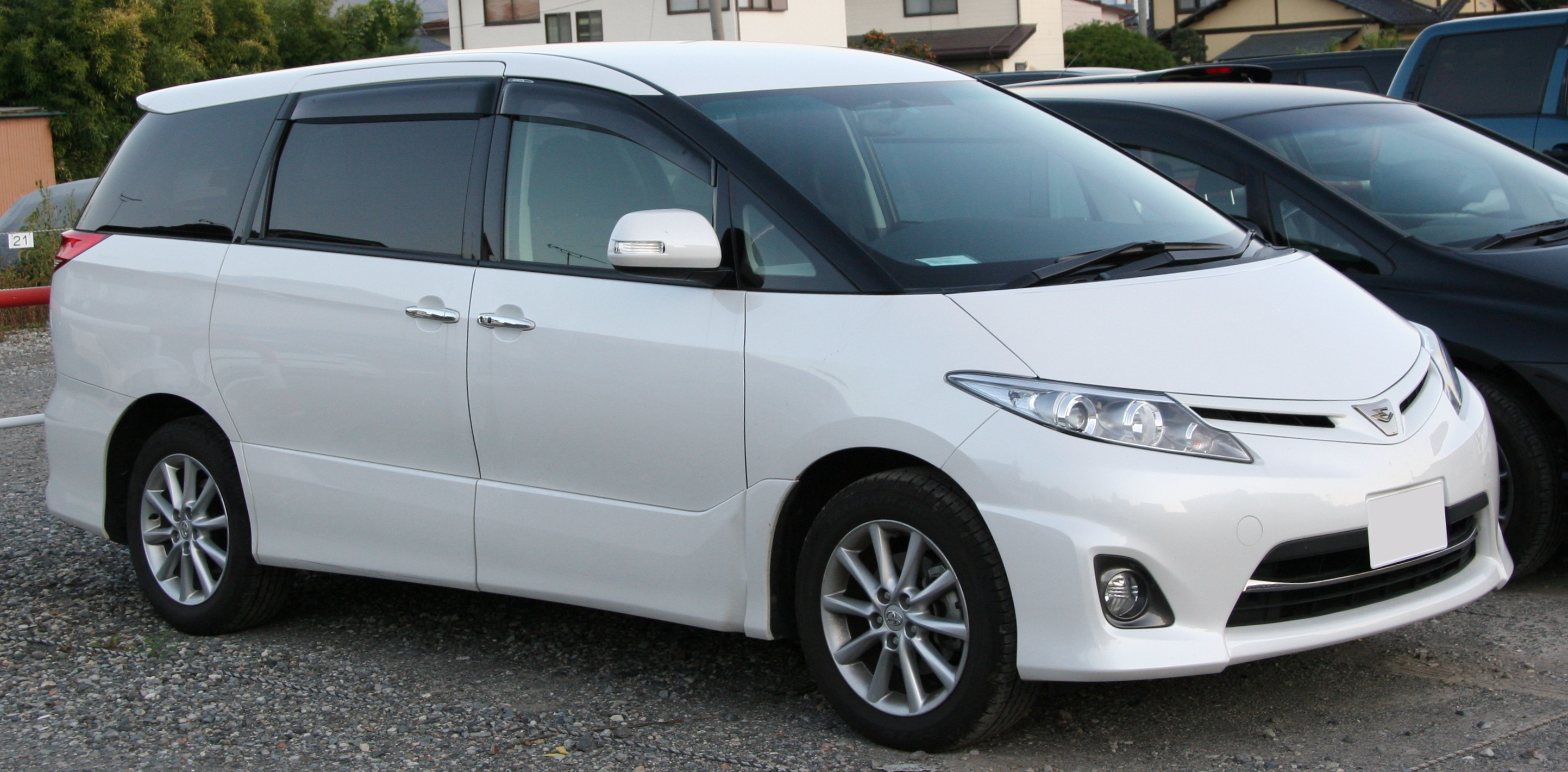
Toyota Previa 3

Бензинові
- 2.4 л 2AZ-FE Р4
- 3.5 л 2GR-FE V6

Гібридна
- 2.4 л Hybrid